# 手塚卓志
手塚 卓志（てづか たかし、Takashi Tezuka、1960年〈昭和35年〉11月17日 - ）は、日本のゲームクリエイター。任天堂情報開発本部制作部 部長および同統括を経て、同社企画制作本部企画制作部 統括を務めた後、2018年6月より同社執行役員および企画制作本部 上席統括に就任。愛称は、TENTEN（てんてん）。
代表作は『マリオシリーズ』、『ゼルダの伝説シリーズ』、『どうぶつの森シリーズ』など。

## 来歴
1979年、大阪府立茨田高等学校（2期生）を経て、1984年に大阪芸術大学芸術学部デザイン学科を卒業後、任天堂へ入社する。なお、任天堂で『マリオ』シリーズや『ゼルダの伝説』シリーズなどの曲を手掛ける近藤浩治とは同じ大学の同期生。2018年6月28日付、任天堂執行役員 企画制作本部 上席統括。
家庭用ゲーム機「ファミリーコンピュータ」（ファミコン）の黎明期からゲーム制作に携わり、1985年発売の『スーパーマリオブラザーズ』を共に制作した任天堂の宮本茂や株式会社SRDの中郷俊彦とは、以降長年にわたり共同開発を行っている。当時多忙だった宮本に代わり、『スーパーマリオブラザーズ2』のほとんどのデザインを担当しており、宮本と協力しながら、その後のほとんどのマリオシリーズに携わっている。

## 作品

### ディレクション・ゲームデザイン
- スーパーパンチアウト!!（ドット絵の作成）[8]
- デビルワールド（ドット絵の作成）[9][10]
- エキサイトバイク[11]
- スパルタンX[11]
- スーパーマリオブラザーズ（アシスタントディレクター）
- スーパーマリオブラザーズ2[10]
- ゼルダの伝説（宮本茂と共同、作画も担当）
- スーパーマリオブラザーズ3[10]
- スーパーマリオワールド
- ゼルダの伝説 神々のトライフォース
- ゼルダの伝説 夢をみる島
- スーパーマリオ ヨッシーアイランド
- スーパーマリオ64（アシスタントディレクター）
- スーパーマリオラン

### プロデュース
- ヨッシーストーリー
- どうぶつの森
- ルイージマンション（宮本茂と共同）
- どうぶつの森+
- スーパーマリオサンシャイン（宮本茂と共同）
- ゼルダの伝説 風のタクト（宮本茂と共同）
- どうぶつの森e+
- マリオカート ダブルダッシュ!!（宮本茂と共同）
- ピクミン2（宮本茂と共同）
- ドンキーコングジャングルビート（ゼネラルプロデューサー、宮本茂と共同）
- キャッチ!タッチ!ヨッシー!
- やわらかあたま塾（ゼネラルプロデューサー）
- おいでよ どうぶつの森（ゼネラルプロデューサー）
- New スーパーマリオブラザーズ（ゼネラルプロデューサー）
- ヨッシーアイランドDS（シニアプロデューサー、大島直人と共同）
- Wiiでやわらかあたま塾（ゼネラルプロデューサー）
- Wii Music
- 街へいこうよ どうぶつの森（ゼネラルプロデューサー）
- マリオ&ルイージRPG3!!!（シニアプロデューサー、宮本茂と共同）
- New スーパーマリオブラザーズ Wii（木村浩之と共同）
- スーパーマリオギャラクシー2（小泉歓晃と共同）
- ゼルダの伝説 時のオカリナ 3D（シニアプロデューサー、高橋伸也と共同）
- スーパーマリオ 3Dランド（ゼネラルプロデューサー、宮本茂と共同）
- New スーパーマリオブラザーズ 2（木村浩之と共同）
- とびだせ どうぶつの森（ゼネラルプロデューサー）
- New スーパーマリオブラザーズ U（木村浩之と共同）
- スーパーマリオ 3Dワールド（ゼネラルプロデューサー、宮本茂と共同）
- ヨッシー New アイランド
- ヨッシー ウールワールド
- スーパーマリオメーカー（木村浩之と共同）
- スーパーマリオメーカー for ニンテンドー3DS（木村浩之と共同）
- ポチと! ヨッシー ウールワールド
- Hey! ピクミン
- New スーパーマリオブラザーズ U デラックス（木村浩之と共同）
- ヨッシークラフトワールド
- スーパーマリオメーカー2
- ピクミン4
- スーパーマリオブラザーズ ワンダー

### 監修
- ヨッシーのパネポン（デザインアドバイザー）
- BSゼルダの伝説 古代の石盤
- スターフォックス64
- ゼルダの伝説 時のオカリナ
- マリオゴルフ64
- マリオゴルフGB
- マリオテニス64
- マリオストーリー
- マリオテニスGB
- ゼルダの伝説 ふしぎの木の実（堀田拓司と共同）
- モバイルゴルフ
- マリオカートアドバンス
- ピクミン（進捗管理）
- マリオゴルフ ファミリーツアー
- マリオ&ルイージRPG（制作監修）
- マリオパーティ5
- ゼルダの伝説 4つの剣+
- マリオゴルフGBAツアー
- ペーパーマリオRPG（キャラクター監修）
- マリオテニスGC
- ゼルダの伝説 ふしぎのぼうし
- マリオパーティ6
- ヨッシーの万有引力
- マリオパーティ アドバンス
- スターフォックス アサルト（進捗管理）
- ぶらぶらドンキー
- スーパーマリオスタジアム ミラクルベースボール
- マリオテニスアドバンス
- マリオパーティ7
- マリオ&ルイージRPG2（制作監修）
- マリオバスケ 3on3
- ゼルダの伝説 トワイライトプリンセス（中郷俊彦と共同）
- スーパーペーパーマリオ（ゲームグラフィック監修）
- ゼルダの伝説 夢幻の砂時計
- ドンキーコング たるジェットレース
- マリオパーティ8
- ドンキーコング ジャングルクライマー
- マリオパーティDS
- スーパーマリオスタジアム ファミリーベースボール
- キャプテン★レインボー（キャラクター監修）
- ゼルダの伝説 大地の汽笛
- MARIO SPORTS MIX
- ゼルダの伝説 スカイウォードソード（中郷俊彦と共同）
- いただきストリートWii
- マリオパーティ9
- ペーパーマリオ スーパーシール
- マリオ&ルイージRPG4 ドリームアドベンチャー
- ゼルダの伝説 神々のトライフォース2
- マリオパーティ アイランドツアー
- マリオパーティ10
- ゼルダの伝説 トライフォース3銃士
- マリオ&ルイージRPG ペーパーマリオMIX
- ペーパーマリオ カラースプラッシュ
- ゼルダの伝説 ブレス オブ ザ ワイルド
- プリンセスピーチ Showtime!（シニアスーパーバイザー）

## エピソード
ファミコン専門誌『ファミリーコンピュータMagazine』（徳間書店インターメディア）で、宮本茂とともに「ゼルダの伝説Q&A」というコーナーを担当し、『ゼルダの伝説』に関する読者からの質問に回答していた。この中では宮本と手塚が「MIYAHON」「TENTEN」と名乗っていたが、これは『ゼルダの伝説』のスタッフロールで表示される名前に由来する。